# Crenicichla igara
Crenicichla igara es una especie de peces de la familia Cichlidae en el orden de los Perciformes.

## Morfología
Los machos pueden llegar alcanzar los 31,2 cm de longitud total.

## Distribución geográfica
Se encuentran en Sudamérica: río Uruguay.